# ماميثا عربية
المامِيثَا العربية نوع نباتي يتبع جنس الماميثا من الفصيلة الخشخاشية.

## البيئة والانتشار
ينتشر في جنوب غرب المشرق العربي وفي الحجاز في الجزيرة العربية.